# Moll Flanders, ou les mémoires d'une courtisane
Pour les articles homonymes, voir Moll Flanders.
Pour plus de détails, voir Fiche technique et Distribution.
Moll Flanders, ou les mémoires d'une courtisane (Moll Flanders) est un film américain réalisé par Pen Densham, sorti en 1996.
Le film est une adaptation du roman Heurs et Malheurs de la fameuse Moll Flanders de Daniel Defoe.

## Fiche technique
- Titre : Moll Flanders, ou les mémoires d'une courtisane
- Titre original : Moll Flanders
- Réalisateur : Pen Densham
- Scénariste : Pen Densham d'après Heurs et malheurs de la fameuse Moll Flanders de Daniel Defoe
- Producteurs : Pen Densham, Richard Barton Lewis et John Watson
- Producteur exécutif : Morgan O'Sullivan
- Musique : Mark Mancina
- Montage : James R. Symons et Neil Travis
- Pays d'origine :  États-Unis
- Box-office : 3 363 968 $
- Durée : 123 minutes
- Dates de sortie :
  - États-Unis : 14 juin 1996
  - France : 21 janvier 1998

## Distribution
- Robin Wright Penn (VF : Michèle Buzynski et VQ : Anne Dorval) : Moll Flanders
- Morgan Freeman (VF : Benoît Allemane et VQ : Victor Désy) : Hibble
- Stockard Channing (VF : Pascale Vital et VQ : Isabelle Miquelon) : Mme Allworthy
- Brenda Fricker : Mme Mazzawatti
- Geraldine James : Edna
- Aisling Corcoran : Flora
- Jim Sheridan : Le prêtre
- Cathy Murphy : Polly
- Emma McIvor : Mary
- Maria Doyle Kennedy : Alice
- John Lynch (VF : Renaud Marx) : L'artiste
- Jeremy Brett (VF : William Sabatier) : Le père de l'artiste
- Britta Smith (VF : Lily Baron) : La mère de l'artiste

## Distinctions

### Nominations
- 1997 : 4 nominations aux Golden Satellite Awards